# 1970 en Palestine
Chronologie de la Palestine
- 1966
- 1967
- 1968
- 1969
- 1970
- 1971
- 1972
- 1973
- 1974

Cette page concerne les évènements survenus en 1970 en Palestine :

## Évènements
- Depuis 1967, Israël occupe la bande de Gaza et la Cisjordanie[1].
- 12 septembre : Début du conflit Septembre noir entre le royaume hachémite du roi Hussein de Jordanie et les fedayins de l'Organisation de libération de la Palestine (OLP)[2].

## Création
- Institut arabe
- Thaqafi Tulkarem (en), club de football.

## Naissances
- Huda Abuarquob (en), militante pour la paix et féministe.
- Rawan Sulaiman (ar), diplomate palestinienne.